# Herrick (Dakota Południowa)
Herrick – miasto w Stanach Zjednoczonych, w stanie Dakota Południowa, w hrabstwie Gregory.